# Sompal Shastri
Sompal Shastri, född 20 januari 1942, är en indisk politiker, tillhörande BJP och ledamot av Lok Sabha sedan 1990 för valkretsen i Baghpat, Uttar Pradesh. Han förespråkar ökat stöd till fattiga jordbruksområden i Indien, och istället minskningar i satsningen på högteknologi. Hans politiska stöd finns i första hand hos jaterna. Sompal har examen i juridik och nationalekonomi från Delhi University.